# Carioca (canhoneira)
Carioca foi uma canhoneira operada pela Marinha do Brasil. Terceira embarcação do país a ostentar esse nome, homenagem ao habitante do Rio de Janeiro. Foi construída no Arsenal de Marinha do Rio de Janeiro, sendo lançada ao mar em 31 de julho de 1886 e incorporada em 23 de outubro do mesmo ano. Tinha um peso em deslocamento de 210 toneladas, 37 metros de comprimento, 7,62 metros de boca, 2,11 metros de pontal e 1,24 metros de calado. Possuía duas máquinas a vapor que geravam 200 HP de potência. Era armada com dois canhões Nordenfeldt de 37 milímetros e quatro metralhadoras de 25 milímetros. No golpe de 15 de novembro de 1889, que instaurou a república no Brasil, estava entre as armas que apoiaram o movimento. Quatro anos depois, foi enviada à Flotilha do Mato Grosso, onde deu baixa do serviço ativo. Foi oficialmente desativada em 16 de junho de 1906.